# Lliga paraguaiana de bàsquet
La lliga paraguaiana de basquetbol, anomenada Liga de Baloncesto Metropolitana és la màxima competició de bàsquet del país. Només hi prenen part clubs de la regió metropolitana d'Asunción. No obstant això és considerat el campionat nacional paraguaià. Existeix una Liga Nacional per als clubs d'altres departaments. El campió de la lliga obté el dret de disputar el Campionat sud-americà de clubs.

## Equips participants (2006)
- Club Ciudad Nueva
- Félix Pérez Cardozo
- Club Libertad
- Deportivo Internacional
- Club Olimpia
- Deportivo San José
- Club Sol de América
- Sportivo San Lorenzo
- U.A.A.-Universidad Autónoma de Asunción
- U.A.A.-Universidad Autónoma d'Asunción
- Universidad Católica

## Historial
| - 1937 Club Olimpia - 1938 Club Guaraní - 1939 Athletic Rowing Club - 1940 Club Guaraní - 1941 Athletic Rowing Club - 1942 Club Olimpia - 1943 Club Olimpia (imbatut) - 1944 Club Olimpia - 1945 Athletic Rowing Club - 1946 Club Olimpia - 1947 Club Olimpia - 1948 Club Olimpia - 1949 Club Olimpia - 1950 Club Olimpia - 1951 Club Olimpia (imbatut) - 1952 Club Olimpia (imbatut) - 1953 Club Olimpia (imbatut) - 1954 Club Olimpia - 1955 Club Olimpia - 1956 Club Olimpia - 1957 Club Olimpia - 1958 Club Libertad - 1959 Club Olimpia - 1960 Club Olimpia - 1961 Club Nacional - 1962 Cerro Porteño - 1963 Club Ciudad Nueva | - 1964 Club Ciudad Nueva - 1965 Club Ciudad Nueva - 1966 Club Olimpia - 1967 Club Ciudad Nueva - 1968 Club Ciudad Nueva - 1969 Club Ciudad Nueva - 1970 Club Olimpia - 1971 Club Olimpia - 1972 Club Libertad - 1973 Club Olimpia - 1974 Club Ciudad Nueva i Club Libertad - 1975 Club Ciudad Nueva - 1976 Club Olimpia - 1977 Club Libertad - 1978 Club Olimpia - 1979 Club Libertad - 1980 Club Olimpia - 1981 Club Olimpia - 1982 Club Sol de América - 1983 Club Sol de América - 1984 Club Sol de América - 1985 Club Ciudad Nueva - 1986 Club Libertad - 1987 Club Libertad - 1988 Club Olimpia - 1989 Athletic Rowing Club - 1990 Club Libertad | - 1991 Deportivo San José - 1992 Club Olimpia - 1993 Deportivo San José - 1994 Club Olimpia - 1995 Club Sol de América - 1996 Club Sol de América - 1997 Deportivo San José - 1998 Club Sol de América - 1999 Club Sol de América - 2000 Deportivo San José - 2001 Deportivo San José - 2002 Deportivo San José - 2003 Deportivo San José - 2004 Deportivo San José - 2005 Club Libertad - 2006 Deportivo San José - 2007 Club Sol de América |